# Ol'chonskij rajon
L'Ol'chonskij rajon (in russo Ольхонский район?) è un rajon dell'Oblast' di Irkutsk, nella Siberia sud orientale; il capoluogo è Elancy.

## Geografia fisica
Il territorio si trova in area sismica, è composto principalmente da foreste (il che lo fa rientrare nel bioma della taiga) e si affaccia sul lago Bajkal.

## Economia
Sono presenti industrie di lavorazione del pesce (principalmente dell'omul) e forestali; il settore primario consiste nell'allevamento.
Recentemente, l'area ha cominciato a svilupparsi turisticamente (vista la presenza del lago Bajkal), tanto che ogni estate si raggiungono le 60.000 presenze.